# نيكولاس بوزو
نيكولاس بوزو (بالإنجليزية: Nicholas Pozo)‏ هو لاعب كرة قدم بريطاني، ولد في 19 يناير 2005 في جبل طارق في المملكة المتحدة.

## وصلات خارجية
- نيكولاس بوزو على موقع قاعدة بيانات كرة القدم.إي يو (الإنجليزية)
- نيكولاس بوزو على موقع Soccerway.com (الإنجليزية)